# هومرا
هومرا (به لاتین: Humera) یک شهرک در اتیوپی است که در منطقه امهارا واقع شده‌است.

## خصوصیات
هومرا ۴۱٬۶۵۳ نفر جمعیت دارد.